# Șofronea
Șofronea – wieś w Rumunii, w okręgu Arad, w gminie Șofronea. W 2011 roku liczyła 1880 mieszkańców. 